# Schloss Neuhaus am Inn

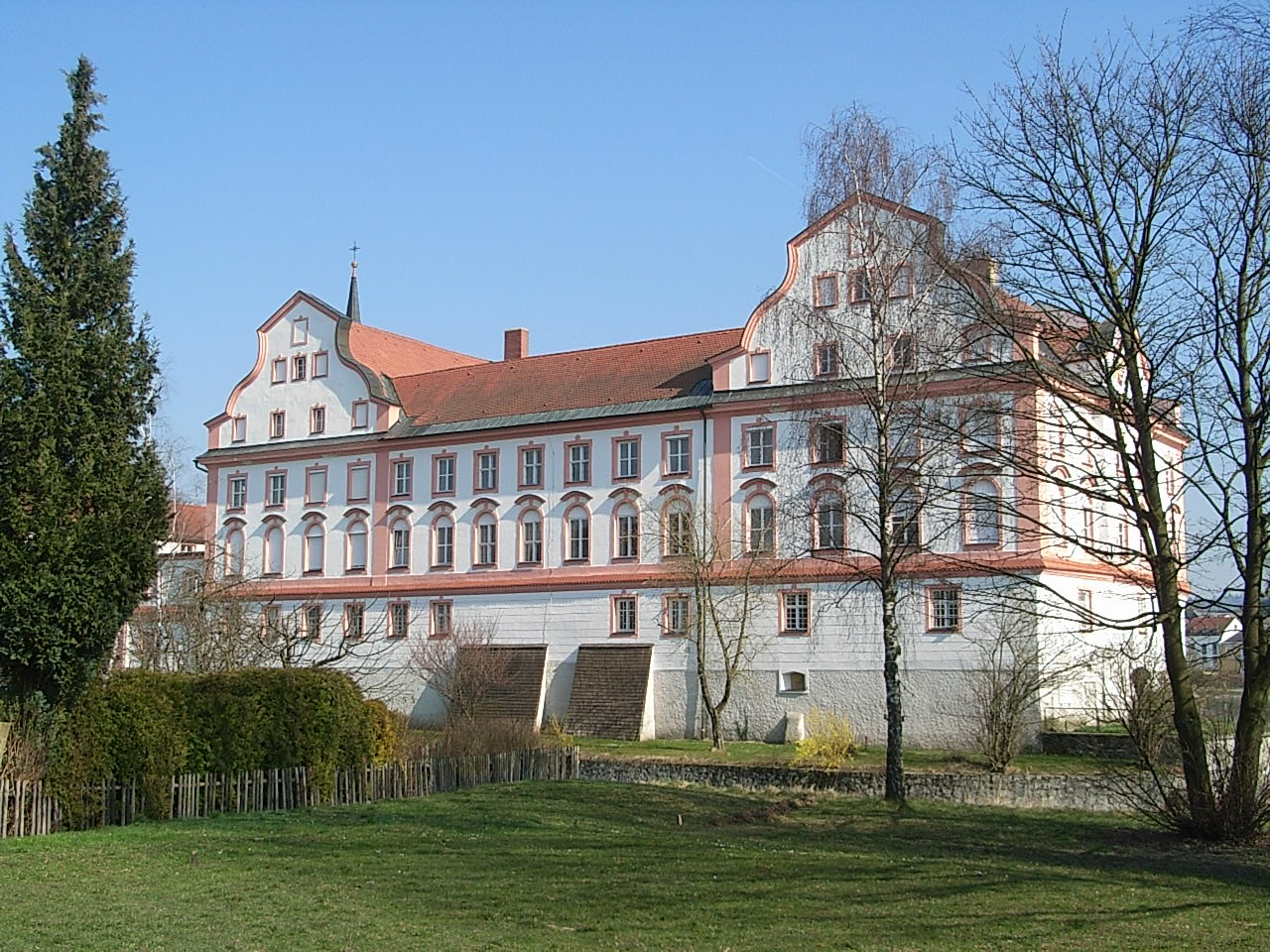
Schloss Neuhaus am Inn

Das Schloss Neuhaus steht in Neuhaus am Inn direkt an der Grenze zu Österreich am Innufer. Die Anlage wird als denkmalgeschütztes Baudenkmal unter der Aktennummer D-2-75-134-2 geführt. Ebenso wird sie als Bodendenkmal im Bayernatlas unter der Aktennummer D-2-7546-0104 und der Beschreibung „untertägige Befunde im Bereich der mittelalterlichen Burg und des neuzeitlichen Schlosses Neuhaus a. Inn mit der Kath. Expositurkirche Hl. Dreifaltigkeit, zuvor Schlosskapelle“ genannt.

## Geschichte
Im 14. Jahrhundert wurde es von den bayerischen Herzögen zum Schutz der Innbrücke von Schärding auf einem Felsen erbaut. 1750 bis 1752 erfolgte der Umbau im Stil des Rokoko, nach Vermutung eines Chronisten durch Baumeister Johann Michael Fischer. Auftraggeber war Hofkammerpräsident Ferdinand Reichsgraf von der Wahl.

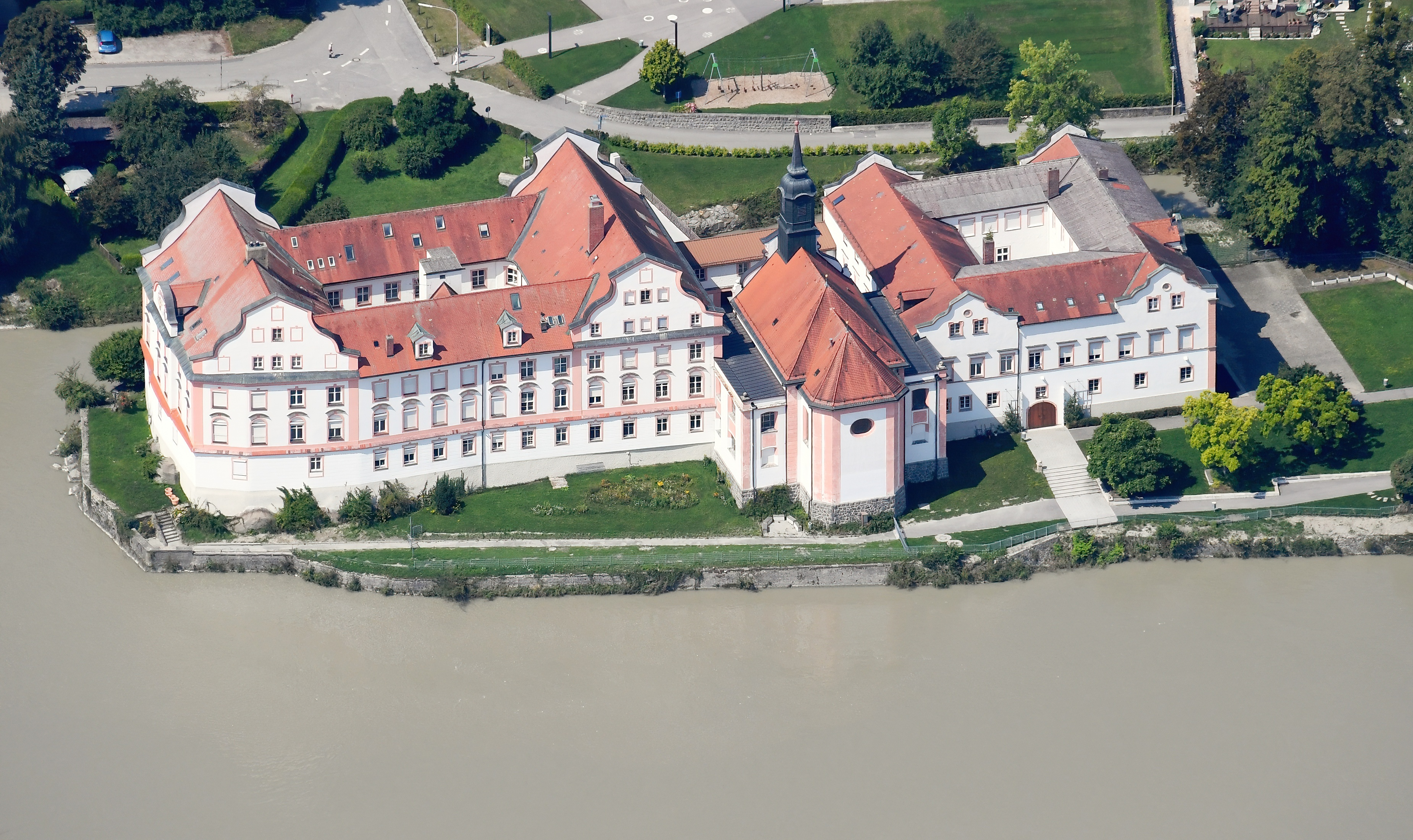
Blick Südosten auf das Schloss

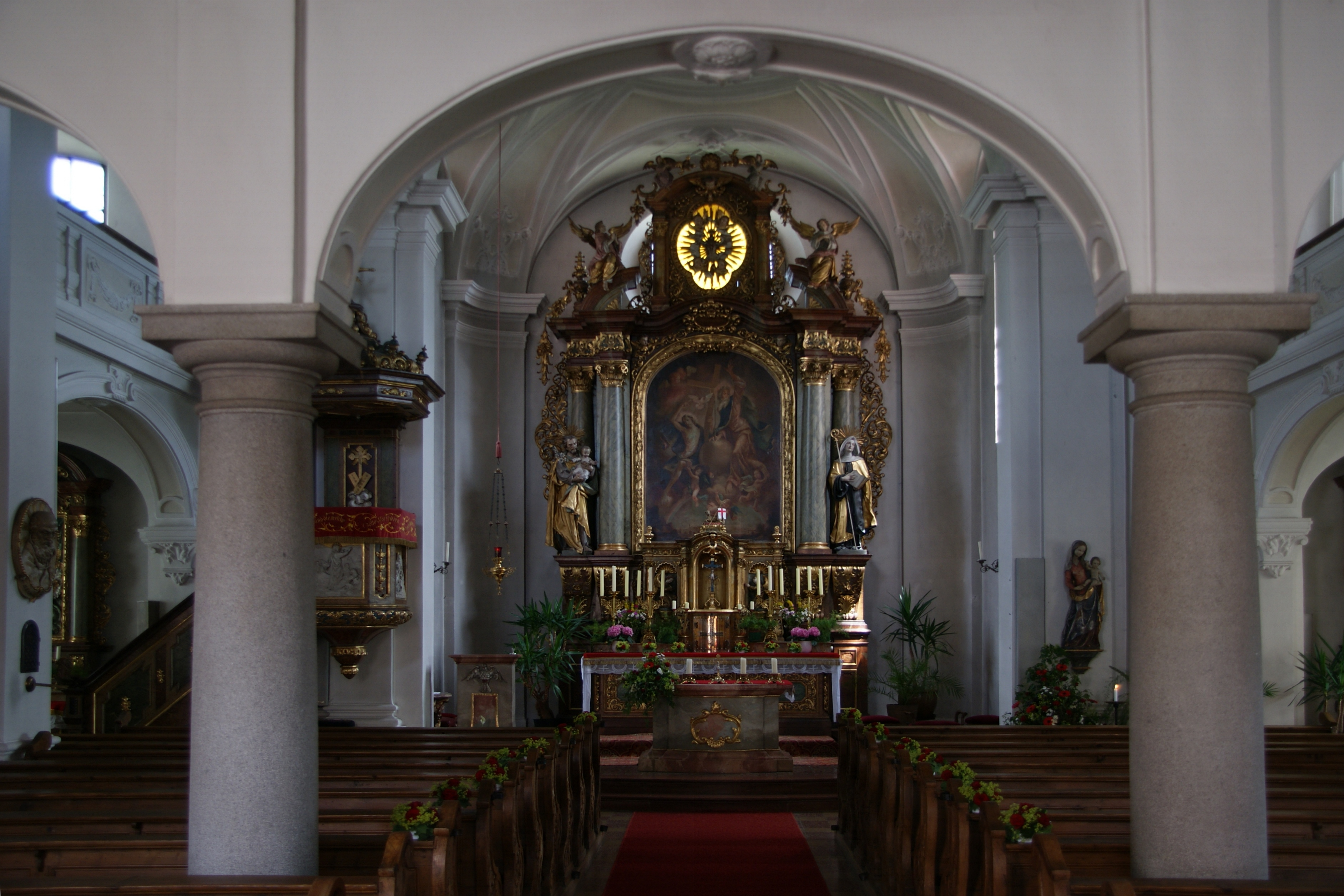
Innenraum der Kirche von Schloss Neuhaus

Das Schloss erlebte zahlreiche Besitzerwechsel. Unter anderem erinnert ein Allianzwappen an der Fassade des Gebäudes an die Grafen von Taufkirchen. 1859 wurde das Schloss vom Institut der Englischen Fräulein von Burghausen für 9000 Gulden von der Fürstin Auguste von Auersperg erworben.
Der in den Folgejahren errichtete Erweiterungsbau wurde 1902/03 vom Architekten Johann Baptist Schott und Baumeister Capellaro durch eine neobarocke Kirche, die bis 1974 als Pfarrkirche diente, mit dem Altbau verbunden.

## Beschreibung
An dem dreistöckigen Schloss fallen die beiden Schweifgiebel an den Seitentrakten auf. Seit 2011 wird das Gebäude komplett von der Realschule genutzt.